# Glenn Howerton
Glenn Franklin Howerton III (ur. 13 kwietnia 1976 w Jokohamie) – amerykański aktor, scenarzysta, reżyser i producent telewizyjny.

## Życiorys
Urodził się w Jokohamie w Japonii jako syn Janice i Glenna Franklina Howertona II. Jego przodkami były osoby pochodzenia angielskiego, żydowskiegogo, szkockiego, niemieckigo i irlandzkiego. Wychowywał się z siostrą Courtney. Jego ojciec pracował jako pilot myśliwca, wraz z rodziną zamieszkiwał w Korei Południowej, Japonii i Wielkiej Brytanii, następnie osiedlił się w Montgomery w Alabamie. Glenn Howerton rozpoczął tam naukę w Baldwin Junior High School. W 1994 ukończył Jefferson Davis High School, studiował następnie aktorstwo w Juilliard School.
Po udziale w filmach i serialach telewizyjnych, w tym w roli doktora Nicka Coopera w sześciu odcinkach Ostrego dyżuru (2003), debiutował w produkcji kinowej w komediodramacie Two Weeks (2005) z Sally Field w roli głównej. Rozpoznawalność przyniosła mu rola Dennisa Reynoldsa w sitcomie U nas w Filadelfii, napisał także scenariusz części odcinków tej produkcji.
W 2009 zawarł związek małżeński z Jill Latiano. Mają dwóch synów – Milesa (ur. 2011) i Isleya Raya (ur. 2014).

## Wybrana filmografia

### Filmy
- 2002: Monday Night Mayhem jako Dick Ebersol
- 2003: E.D.N.Y. jako Paul Webster
- 2005: Facet z ogłoszenia jako Michael
- 2005: Serenity jako Lilac Young Tough
- 2005: Two Weeks jako Matthew
- 2006: Adrenalina jako lekarz
- 2008: Nieznajomi jako Mike
- 2009: Adrenalina 2. Pod napięciem jako lekarz
- 2010: Na sprzedaż jako Gary
- 2013: Coffe Town jako Will
- 2016: Officer Downe jako Dominic
- 2020: Polowanie jako Richard
- 2020: Arcywróg jako menedżer
- 2021: To już koniec jako John
- 2023: BlackBerry jako Jim Balsillie
- 2023: Szczęśliwiec jako menedżer

### Seriale
- 2002: That '80s Show jako Corey Howard
- 2003: Ostry dyżur jako dr Nick Cooper
- 2005: U nas w Filadelfii jako Dennis Reynolds
- 2009: The Cleveland Show jako Ernie Krinklesac (głos)
- 2013: Świat według Mindy jako Cliff Gilbert
- 2014: Fargo jako Don Chumph
- 2018: Nauki niezbyt ścisłe jako Jack Griffin
- 2023: Velma jako Fred (głos)